# 로이 뷰캐넌
로이 뷰캐넌(Roy Buchanan, 1939년 9월 23일 ~ 1988년 8월 14일)은 가장 위대한 무명의 백인 블루스 기타리스트 중 한 명으로 꼽힌다. 그의 탁월한 연주력은 나무 몸통과 픽업을 가진 악기에 불과한 일렉트릭 기타를 살아 움직이는 생명력을 부여하였다.
로이 뷰캐넌은 전설적인 블루스 명연 〈The Messiah Will Come Again〉의 주인공이고 숨겨진 명반 《You're Not Alone》의 〈Fly...Night Bird〉 같은 소름 돋는 연주를 위시하며 〈Wayfaring Pilgrim〉, 〈Pete's Blues〉, 〈Sweet Dreams〉, 〈Roy's Bluz〉, 〈When a Guitar Plays the Blues〉 등등, 명곡을 많이 남겼다.
영국의 기타리스트 제프 벡이 로이 뷰캐넌에 경의를 표하는 의미로 연주했다는 곡이 저 유명한 〈Cause We've Ended as Lovers〉이다.

## 생애
로이 뷰캐넌은 1939년 9월 23일 아칸소주 오자크에서 목사의 아들로 태어났다. 5살 때부터 가스펠 음악을 즐겨 들었던 그는 9살 때 본격적인 기타수업을 시작했다.
그리고 14살 때엔 이미 여러 곳을 떠돌아 다니며 재즈 기타리스트들과 교류하는 수준에까지 와 있었으며 캘리포니아에서 성장기를 보냈다. 얼마 후 로이 뷰캐넌은 〈Suzie Q〉로 잘 알려진 데일 호킨스를 만나 그의 백 밴드에서 3년 정도 일하게 되었다.
70년대로 접어들자 로이는 기타리스트로 점차 명성을 얻어가 TV에선 그의 연주를 담은 다큐멘터리 필름을 교육용으로 방영하기도 했다. 이것이 계기가 되어 로이는 폴리도르 레코드사와 계약을 맺고 셀프 타이틀의 데뷔앨범을 발표하였다.
1972년에 발표된 이 데뷔앨범에는 〈The Messiah Will Come Again〉이 완전히 본작의 모든 것이라고 이야기 되는 경우가 많은데 그러나 이 작품은 의외라고 생각될 정도로 컨트리 색이 짙은 앨범이다. 1972년에 공개된 이 앨범에는 명곡 〈The Messiah Will Come Again〉이 수록되어 수많은 기타 마니아들을 감동시켰다.
특히 그의 연주에 감동한 영국의 기타리스트인 제프 벡은 자신의 앨범 《Blow By Blow》에 〈Cause We've Ended As Lovers〉를 수록하여 로이에게 헌정한 사실은 유명하다. 로이 뷰캐넌은 제프 벡의 우정에 답하기도 하였다.
그러나 상업적인 성공을 강요하는 레코드사의 압력과 불화를 빚기 시작한 로이 뷰캐넌은 점차 술과 약물에 빠져들면서 점차 파멸로 치달았다.
1988년 8월 14일 알코올중독이 심해 로이는 아내와 크게 다투고 난동을 피우다가 경찰서로 연행되고 경찰서 유치장에서 셔츠로 목매달아 생을 마감했다.

## 유명한 곡
- 〈The Messiah Will Come Again〉
- 〈Fly...Night Bird〉
- 〈Wayfaring Pilgrim〉
- 〈Pete's Blues〉
- 〈Sweet Dreams〉
- 〈Roy's Bluz〉
- 〈When a Guitar Plays the Blues〉

## 음반 목록

### 정규 음반
- 1971년 Buch and the Snakestretchers
- 1972년 Roy Buchanan
- 1973년 Second Album
- 1974년 That's What I Am Here For
- 1974년 Rescue Me
- 1976년 In the Beginning
- 1976년 A Street Called Straight
- 1977년 Loading Zone
- 1978년 You're Not Alone
- 1981년 My Babe
- 1985년 When a Guitar Plays the Blues
- 1986년 Dancing on the Edge
- 1987년 Hot Wires

### 라이브 음반
- 1975년 Live Stock
- 1978년 Live in Japan - 1977
- 1987년 Live – Charly Blues Legend vol. 9 85–87